# Charlton Comics
Charlton Comics war ein US-amerikanischer Comicverlag aus Derby, Connecticut.

## Geschichte
Bereits ab 1931 veröffentlichte der italienische Einwanderer John Santangelo Liedertext-Hefte. Da diese Veröffentlichung zunächst illegal war, brachte ihm dies einen Gefängnis-Aufenthalt ein. Ab 1935 nahm er zusammen mit dem Anwalt Ed Levy die nun legale Veröffentlichung der Liedertexte wieder auf. 1940 gründeten sie den Verlag Two Charles Company, benannt nach ihren Söhnen. 1945 wurde das Label Charlton Comics gegründet. Zur Veröffentlichung kamen zahlreiche Heftserien mit Superhelden, Krimis, Abenteuer, Romanzen oder Horror-Comics. Erfolgreiche Serien waren Blue Beetle, Familie Feuerstein, Black Fury, Popeye oder The Phantom.
Mitte der 1980er Jahre befand sich der amerikanische Comicmarkt im Umbruch und für Charlton begann der kommerzielle Niedergang. Einige Lizenztitel liefen aus und 1984 stellte der Verlag das Erscheinen von Comicheften ein. Einige Comiccharaktere wurden an ihre Schöpfer verkauft. Die meisten der Superheldenfiguren von Charlton wurden 1983 von DC Comics übernommen.
Angesichts der steigenden Kosten wurden Immobilien, Vermögenswerte und die restlichen Verlagsrechte 1986 versteigert.